# Floribella, un amor de verdad
Floribella,un amor de verdad é uma telenovela e banda musical chilena produzida pela TVN. Sua versão original é da Argentina, intitulada como Floricienta. Em 2016 foi repetida na TVN, no entanto ao fim de 3 episódios foi retirada do ar pela fraca audiência, vale realçar que foi emitida no mesmo horário que foi emitida na sua primeira exibição (20:00) daí não haver interesse do público num horário tão prestigiado numa produção que não era nova. Apesar desta situação ter acontecido a novela continuou no canal internacional da TVN, bem como no site e app TVN Play

## Sinopse
Música, alegria, cor e romance marcam a comédia romântica "Floribella". Nessa versão moderna da fábula da Cinderela, o sapatinho de cristal foi trocado pelo tênis colorido e o castelo encantado do príncipe é uma mansão. Se a Cinderela fosse uma garota do século 21, seu caminho para a felicidade seria muito diferente. Ao invés de esfregar o chão ou lavar quilos de roupas, ela estaria na luta para achar um trabalho e não ficaria pedindo a nenhuma fada para lhe dar um vestido ou uma carruagem. Muito menos estaria esperando que um príncipe viesse buscá-la em um cavalo branco. Ela é que iria atrás dele e em busca de seus sonhos. Assim é Flor, protagonista de Floribella. Como qualquer moça de 19 anos, ela tem sonhos que às vezes não consegue realizar facilmente. Mesmo assim Flor é o alto astral em pessoa. Alegre e inteligente, mas ao mesmo tempo atrapalhada, não se deixa abalar pelos obstáculos e com muita música, dança e jogo de cintura, enfrenta os desafios da vida. 

## Personagens todo o elenco de floribella versión chile
- Mariana Derderian - Florencia(Protagonista)
- Cristián Arriagada - Federico(Protagonista)
- Andrés Reyes - Nicolás(Co-Protagonista)
- Nicolás Platovsky - Nacho(Co-Protagonista Principal)
- Francisco Reyes - Tomás(Co-Protagonista)
- Javier Baldassare - Martín(Co-Protagonista)
- Natalia Aragonese - Maya(Co-Protagonista)
- Cristián Riquelme - Pedro
- Mauricio Pesutic - Antonio(Co-Protagonista)
- Gloria Münchmeyer - Greta(Co-Protagonista)
- Luz Valdivieso - Agustina(Antagonista)
- Coca Guazzini - Malala(Co-Antagonista)
- Fernanda Urrejola - Sofía(Co-Protagonista)
- Anita Reeves - Nilda
- Isabel Ruiz - Nata(Co-Protagonista)
- Mario Horton - Coke
- Matías Oviedo - Bata
- María José Urzúa - Lili
- Catalina Castelblanco - Roberta(Co-Protagonista)
- Francisca Hirsch - Dominique(Co-Protagonista)
- Carolina Arredondo - Valentina
- Juan José Gurruchaga - Gaspar
- Ximena Rivas - Titina(Co-Protagonista)
- Claudio Arredondo - Raúl

## Trilha sonora musicas del novela canciones
- 1.- Floribella - Tema Central
- 2.- La vida - Dueto Flor e Federico
- 3.- Ven a mí - Dueto Flor e Nacho
- 4.- Pobres los ricos
- 5.- Mi vestido azul
- 6.- Tic Tac
- 7.- Quiéreme sólo a mi - Tema de Agustina
- 8.- Chaval Chulito
- 9.- Así Será - Dueto Flor e Federico
- 10.- Kikirikí - Dueto Bata e Flor
- 11.- Por qué
- 12.- Los niños no mueren
- 13.- La vida - Versão só Flor
- 14.- Ven a mí - Versão só Flor
- 15.- Kikirikí - Versão só Flor
- 15.- Así será- Versão só Flor